# Joshua Samanski
Joshua „Josh“ Samanski (* 22. März 2002 in Erding) ist ein deutsch-kanadischer Eishockeyspieler, der seit Juli 2025 bei den Edmonton Oilers aus der National Hockey League (NHL) unter Vertrag steht und parallel für deren Farmteam, die Bakersfield Condors, in der American Hockey League (AHL) auf der Position des Centers bzw. linken Flügelstürmers spielt. Zuvor war Samanski für die Straubing Tigers in der Deutschen Eishockey Liga (DEL) aktiv.

## Karriere

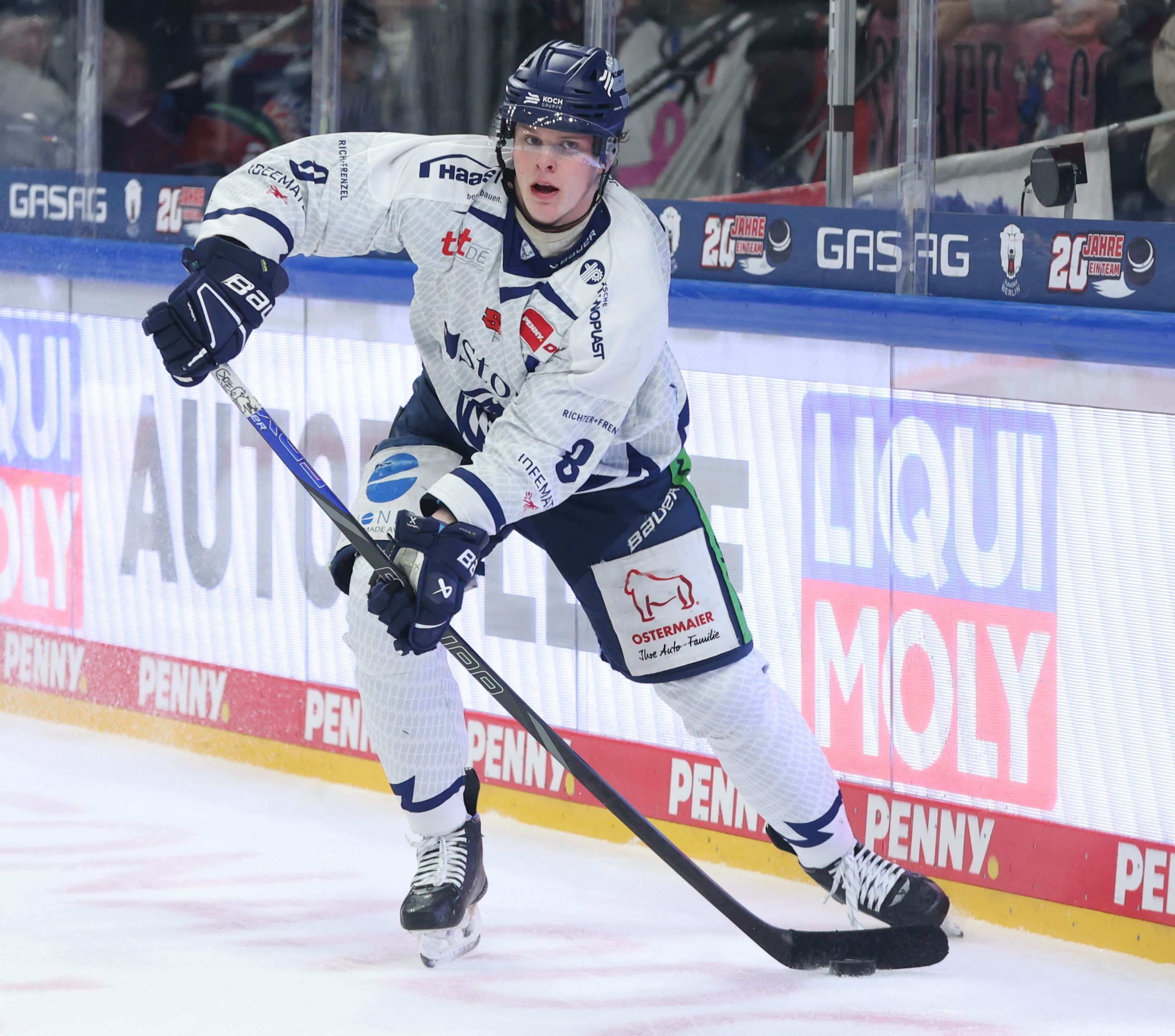
Samanski im Trikot der Straubing Tigers (2025)

Samanski wurde im bayrischen Erding geboren, wo sich sein Vater John Samanski nach seiner Karriere als Eishockeyspieler niedergelassen hatte. Seine Juniorenzeit verbrachte der Stürmer allerdings ab der Saison 2015/16 im Leistungszentrum der Adler Mannheim. Für deren Jungadler stand Samanski – nach sporadischen Einsätzen in der Spielzeit nach seinem Wechsel – in den folgenden beiden Jahren bis zum Sommer 2018 in der Schüler-Bundesliga auf dem Eis. Ebenso lief er in der Saison 2017/18 für das U19-Team in der Deutschen Nachwuchsliga (DNL) auf. Die Spielzeit der Schüler-Bundesliga schloss er mit 106 Scorerpunkten und 52 Toren jeweils auf dem zweiten Rang in diesen Wertungen hinter Nicklas Müller ab. Im Sommer 2018 wagte der 16-Jährige den Wechsel in das Heimatland seines Vaters und absolvierte dort zunächst eine Spielzeit bei den Brantford 99ers in der unterklassigen Juniorenliga Ontario Junior Hockey League (OJHL), ehe er zur Saison 2019/20 in die höherklassige Ontario Hockey League (OHL) zu den Owen Sound Attack wechselte. Für die Attack brachte er es in 54 Partien auf 20 Scorerpunkte.
Zur Saison 2020/21 kehrte der Angreifer nach Deutschland zurück, als er einen Vertrag bei den Ravensburg Towerstars aus der DEL2 erhielt. Das Talent kam daraufhin in 41 Saisonspielen zum Einsatz, in denen er 22 Scorerpunkte sammelte und in die Endauswahl zum DEL2-Rookie des Jahres kam. Im Anschluss an das Spieljahr erhielt Samanski im Mai 2021 einen Vertrag bei den Straubing Tigers aus der Deutschen Eishockey Liga (DEL). Diese statteten ihn für die Spielzeit 2021/22 mit einer Förderlizenz aus, sodass er sowohl für die Tigers als auch für den EV Landshut in der DEL2 auflaufen konnte. Mit der Ausnahme von sieben Spielen war er aber ausschließlich für Straubing aktiv. In den Frühjahren 2022 bis 2024 wurde der Vertrag Samanskis jeweils um ein Jahr verlängert. In der Saison 2024/25 stellte der Stürmer zum vierten Mal in Folge in allen relevanten Offensivstatistiken neue Bestwerte auf. Er erhielt daraufhin im April 2025, nachdem die Tigers aus den Playoffs ausgeschieden waren, einen Zweijahresvertrag bei den Edmonton Oilers aus der National Hockey League (NHL) mit Gültigkeit ab der Spielzeit 2025/26.

### International

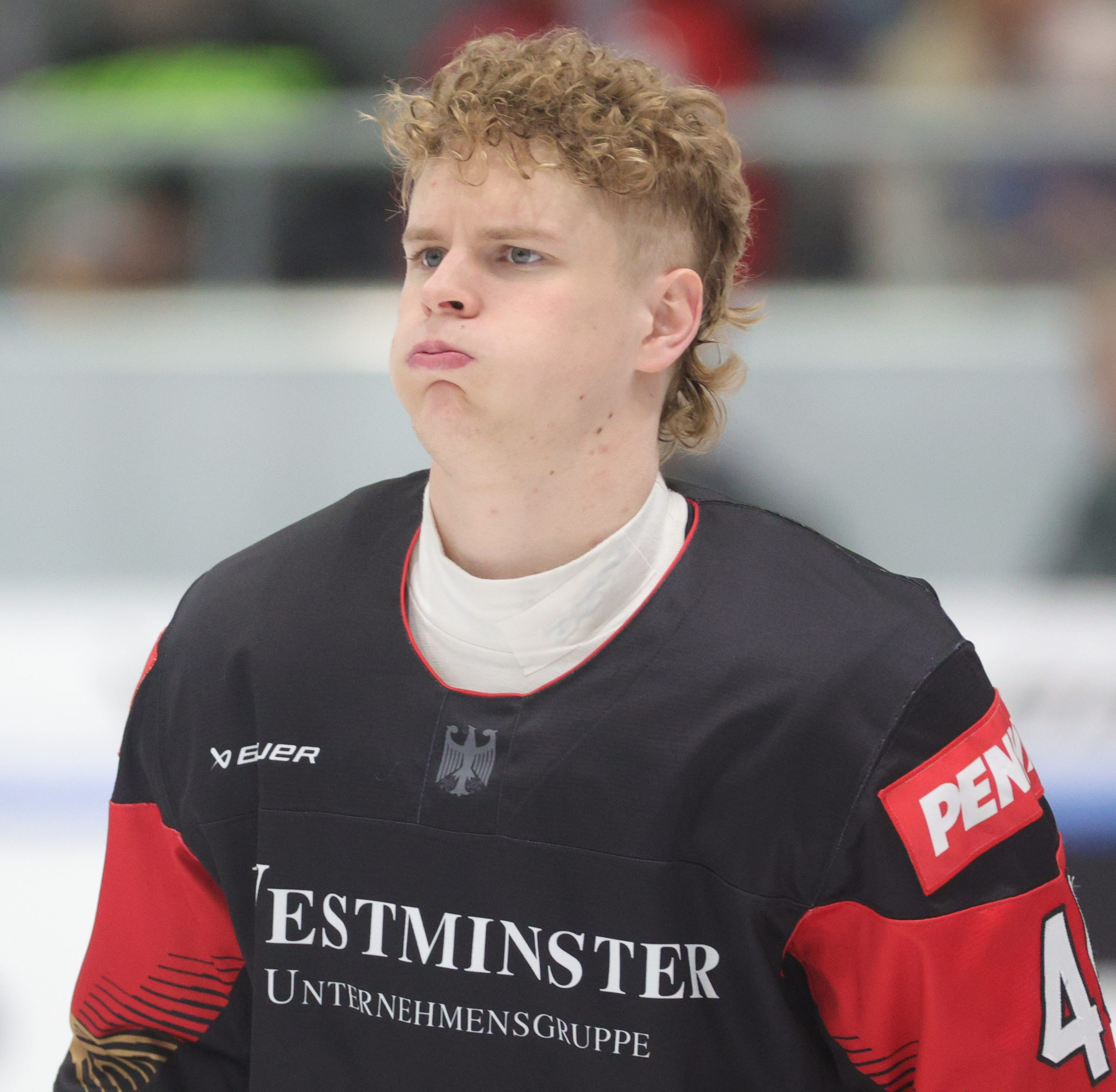
Samanski als Spieler der deutschen Nationalmannschaft (2024)

Auf internationaler Ebene kam Samanski bereits ab der Spielzeit 2017/18 für die Juniorennationalmannschaften des Deutschen Eishockey-Bundes zu Einsätzen. Es dauerte allerdings bis zur U20-Junioren-Weltmeisterschaft 2021, ehe der Stürmer sein erstes internationales Turnier absolvierte. In der Folge stand er auch im Aufgebot der deutschen U20-Auswahl bei der U20-Junioren-Weltmeisterschaft 2022. Inklusive des abgebrochenen Events der Weltmeisterschaft 2022 sammelte er in acht WM-Spielen insgesamt drei Scorerpunkte. Beide Turniere schloss der deutsche Nachwuchs auf dem sechsten Rang ab.
Sein Debüt in der A-Nationalmannschaft gab Samanski im Februar 2023, als er von Interimstrainer Alexander Sulzer zu zwei Testspielen gegen die Slowakei eingeladen wurde. Die DEB-Auswahl trat dabei ausschließlich mit U25-Spielern an. Im weiteren Verlauf des Kalenderjahres spielte der Stürmer beim Deutschland Cup 2023. Vor der Weltmeisterschaft 2025 wurde Samanski erstmals in den Kader für die Welttitelkämpfe berufen.

## Karrierestatistik
Stand: Ende der Saison 2024/25

### International
Vertrat Deutschland bei:
- U20-Junioren-Weltmeisterschaft 2021
- abgebr. U20-Junioren-Weltmeisterschaft 2022
- U20-Junioren-Weltmeisterschaft 2022
- Weltmeisterschaft 2025

(Legende zur Spielerstatistik: Sp oder GP = absolvierte Spiele; T oder G = erzielte Tore; V oder A = erzielte Assists; Pkt oder Pts = erzielte Scorerpunkte; SM oder PIM = erhaltene Strafminuten; +/− = Plus/Minus-Bilanz; PP = erzielte Überzahltore; SH = erzielte Unterzahltore; GW = erzielte Siegtore; 1 Play-downs/Relegation; Kursiv: Statistik nicht vollständig)

## Familie
Samanskis Vater John Samanski war ebenfalls professioneller Eishockeyspieler und wechselte Mitte der 1980er Jahre nach Deutschland. Dort war er bis zu seinem Karriereende kurz nach der Jahrtausendwende insbesondere in der 2. Bundesliga und drittklassigen Oberliga aktiv. In beiden Spielklassen brachte er es zusammen auf über 600 Einsätze, der Großteil davon für den TSV 1862 Erding. Anschließend war er über 15 Jahre als Trainer tätig. Die Brüder von Joshua Samanski – Patrik (* 1995), Neal (* 1998) und Noah (* 2005) – waren bzw. sind ebenfalls als Eishockeyspieler aktiv.